# موسى ليمان
موسي ليمان هو لاعب كرة قدم وسط أفريقي في مركز الهجوم، ولد في 7 مايو 1992 في بانغي في جمهورية أفريقيا الوسطى. شارك مع منتخب جمهورية أفريقيا الوسطى لكرة القدم. أما مع النوادي، فقد لعب مع الأهلي شندي ونادي الدبلوماسيون ونادي كيزيلجار.

## وصلات خارجية
- موسي ليمان على موقع قاعدة بيانات كرة القدم.إي يو (الإنجليزية)
- موسي ليمان على موقع ناشيونال فوتبول تيمز (الإنجليزية)
- موسي ليمان على موقع Soccerway.com (الإنجليزية)
- موسي ليمان على موقع عالم كرة القدم.نت (الإنجليزية)